# Catatonia
Catatonia var et Rockband fra Storbritannien.
Catatonia havde 1998 et stort hit med; "Road rage", der var en sang fra deres album International Velvet.

## Diskografi

### Studiealbums
| År                                       | Detaljer                                                                                    | Højeste hitlisteplacering | Højeste hitlisteplacering | Højeste hitlisteplacering | Højeste hitlisteplacering | Højeste hitlisteplacering | Certificeringer |
| År                                       | Detaljer                                                                                    | UK                        | AUS                       | GER                       | IRL                       | NZL                       | Certificeringer |
| ---------------------------------------- | ------------------------------------------------------------------------------------------- | ------------------------- | ------------------------- | ------------------------- | ------------------------- | ------------------------- | --------------- |
| 1996                                     | Way Beyond Blue - Udgivet: 30 September 1996 - Pladeselskab: Blanco y Negro                 | 32                        | —                         | —                         | —                         | —                         | - UK: Guld      |
| 1998                                     | International Velvet - Udgivet: Feb 1998 - Pladeselskab: Blanco y Negro/WEA                 | 1                         | 27                        | —                         | 39                        | 32                        | - UK: 3x Platin |
| 1999                                     | Equally Cursed and Blessed - Udgivet: 28 March 1999 - Pladeselskab: Blanco y Negro/Atlantic | 1                         | 48                        | —                         | —                         | 28                        | - UK: Platin    |
| 2001                                     | Paper Scissors Stone - Udgivet: 6 August 2001 - Pladeselskab: Blanco y Negro                | 6                         | —                         | 55                        | 37                        | —                         | - UK: Silver    |
| "—" denotes releases that did not chart. |                                                                                             |                           |                           |                           |                           |                           |                 |

### Opsamlingsalbums
| År                                       | Detaljer                                                                                        | Højeste hitlisteplacering | Højeste hitlisteplacering | Højeste hitlisteplacering | Højeste hitlisteplacering | Højeste hitlisteplacering | Certificeringer |
| År                                       | Detaljer                                                                                        | UK                        | AUS                       | GER                       | IRL                       | NZL                       | Certificeringer |
| ---------------------------------------- | ----------------------------------------------------------------------------------------------- | ------------------------- | ------------------------- | ------------------------- | ------------------------- | ------------------------- | --------------- |
| 1995                                     | The Sublime Magic of Catatonia - Udgivet: 1995 - Pladeselskab: Nursery                          | —                         | —                         | —                         | —                         | —                         |                 |
| 1998                                     | The Crai-EPs 1993/1994 - Udgivet: 19 October 1999 - Pladeselskab: Crai/M.I.L. Multimedia        | —                         | —                         | —                         | —                         | —                         |                 |
| 2002                                     | Greatest Hits - Udgivet: 15 October 2002 - Pladeselskab: WEA                                    | 24                        | —                         | —                         | 43                        | —                         |                 |
| 2006                                     | Platinum Collection - Udgivet: 21 March 2006 - Pladeselskab: WEA                                | —                         | —                         | —                         | —                         | —                         |                 |
| 2011                                     | Road Rage: The Very Best Of Catatonia - Udgivet: 20 June 2011 - Pladeselskab: Demon Music Group | —                         | —                         | —                         | —                         | —                         |                 |
| "—" denotes releases that did not chart. |                                                                                                 |                           |                           |                           |                           |                           |                 |

### Singler og EP'er
| År                          | År  | Titel                             | Højeste hitlisteplacering | Højeste hitlisteplacering | Højeste hitlisteplacering | Højeste hitlisteplacering | Album                          |
| År                          | År  | Titel                             | UK                        | AUS                       | IRL                       | NZL                       | Album                          |
| --------------------------- | --- | --------------------------------- | ------------------------- | ------------------------- | ------------------------- | ------------------------- | ------------------------------ |
| 1993                        | Maj | "For Tinkerbell" (EP)             | —                         | —                         | —                         | —                         | Non-album EP                   |
| 1994                        | Jun | "Hooked" (EP)                     | —                         | —                         | —                         | —                         | The Sublime Magic of Catatonia |
| 1994                        | Sep | "Whale" (vinyl-only)              | —                         | —                         | —                         | —                         | The Sublime Magic of Catatonia |
| 1995                        | Jan | "Bleed"                           | 158                       | —                         | —                         | —                         | The Sublime Magic of Catatonia |
| 1995                        | Dec | "Christmas '95" (fan club vinyl)1 | —                         | —                         | —                         | —                         | Non-album single               |
| 1996                        | Feb | "Sweet Catatonia"                 | 61                        | —                         | —                         | —                         | Way Beyond Blue                |
| 1996                        | May | "Lost Cat"                        | 41                        | —                         | —                         | —                         | Way Beyond Blue                |
| 1996                        | Sep | "You've Got A Lot To Answer For"  | 35                        | —                         | —                         | —                         | Way Beyond Blue                |
| 1996                        | Nov | "Bleed" (re-issue)                | 46                        | —                         | —                         | —                         | Way Beyond Blue                |
| 1997                        | Oct | "I Am the Mob"                    | 40                        | —                         | —                         | —                         | International Velvet           |
| 1998                        | Jan | "Mulder and Scully"               | 3                         | —                         | 17                        | —                         | International Velvet           |
| 1998                        | May | "Road Rage"                       | 5                         | 40                        | 29                        | —                         | International Velvet           |
| 1998                        | Aug | "Strange Glue"                    | 11                        | —                         | —                         | —                         | International Velvet           |
| 1998                        | Nov | "Game On"                         | 33                        | —                         | —                         | —                         | International Velvet           |
| 1999                        | Apr | "Dead From the Waist Down"        | 7                         | —                         | —                         | 44                        | Equally Cursed and Blessed     |
| 1999                        | Jul | "Londinium"                       | 20                        | —                         | —                         | —                         | Equally Cursed and Blessed     |
| 1999                        | Nov | "Karaoke Queen"                   | 36                        | —                         | —                         | —                         | Equally Cursed and Blessed     |
| 2000                        | Mar | "Storm The Palace" (EP)           | —                         | —                         | —                         | —                         | Equally Cursed and Blessed     |
| 2001                        | Aug | "Stone by Stone"                  | 19                        | —                         | —                         | —                         | Paper Scissors Stone           |
| "—" nåede ikke hitlisterne. |     |                                   |                           |                           |                           |                           |                                |

- 1 – A-side var "Blow the Millennium, Blow".